# Waiting Raptus
Waiting Raptus è un EP di Nayt, pubblicato in tiratura limitata nel novembre 2016.

## Tracce
Testi di William Mezzanotte.
1. Fatto male – 3:05
2. Fuori controllo – 3:19
3. Come me – 2:50
4. Mama pt.2 (Keep Calm) – 3:25
5. Vai piano – 3:56